# Max's Kansas City
Max's Kansas City byl noční klub a restaurace na 213 Park Avenue South v New York City. Klub fungoval v letech 1965–1981. Klub založil Mickey Ruskin (1933–1983). Mimo jiné v tomto klubu v roce 1970 hrála i skupina The Velvet Underground a nahrála zde koncertní album Live at Max's Kansas City, které vyšlo v roce 1972 nebo Johnny Thunders, který zde nahrál album se stejným názvem jako Velvet Underground Live at Max's Kansas City.